# AVerMedia Technologies
AVerMedia Technologies (圓剛科技) — тайваньская компания, специализирующаяся на производстве презентационного мультимедийного оборудования: ТВ-тюнеров, систем видеонаблюдения, камер, цифровых преобразователей. Основная идея компании — производство современных устройств по доступным во всём мире ценам. У AVerMedia есть возможность подключить ТВ-тюнер или USB кабель для воспроизведения прямого эфира или записи телепрограмм и рекламных блоков с телеканалов как на домашней видеокассете на компьютере или мобильных устройствах.
Годовой доход — 40 000 000 $.

## История
- Основана в 1990 году со стартовым капиталом 450 000 $. Первый финансовый год для компании завершился с доходом 900 000 $.
- В 1996 году в компании происходят расширение и автоматизация производства.
- В 1997 году официально включена в список компаний на Тайване.
- В 1999 году годовой доход компании составил 18 000 000 $.

## Персонал
В настоящее время в компании работает около 200 человек. 10 % от дохода компания отчисляет на изучение потребительского спроса, в исследовании которого занято 25 % сотрудников компании. Офисы AVerMedia открыты в США, Канаде, Германии.

## Фотогалерея

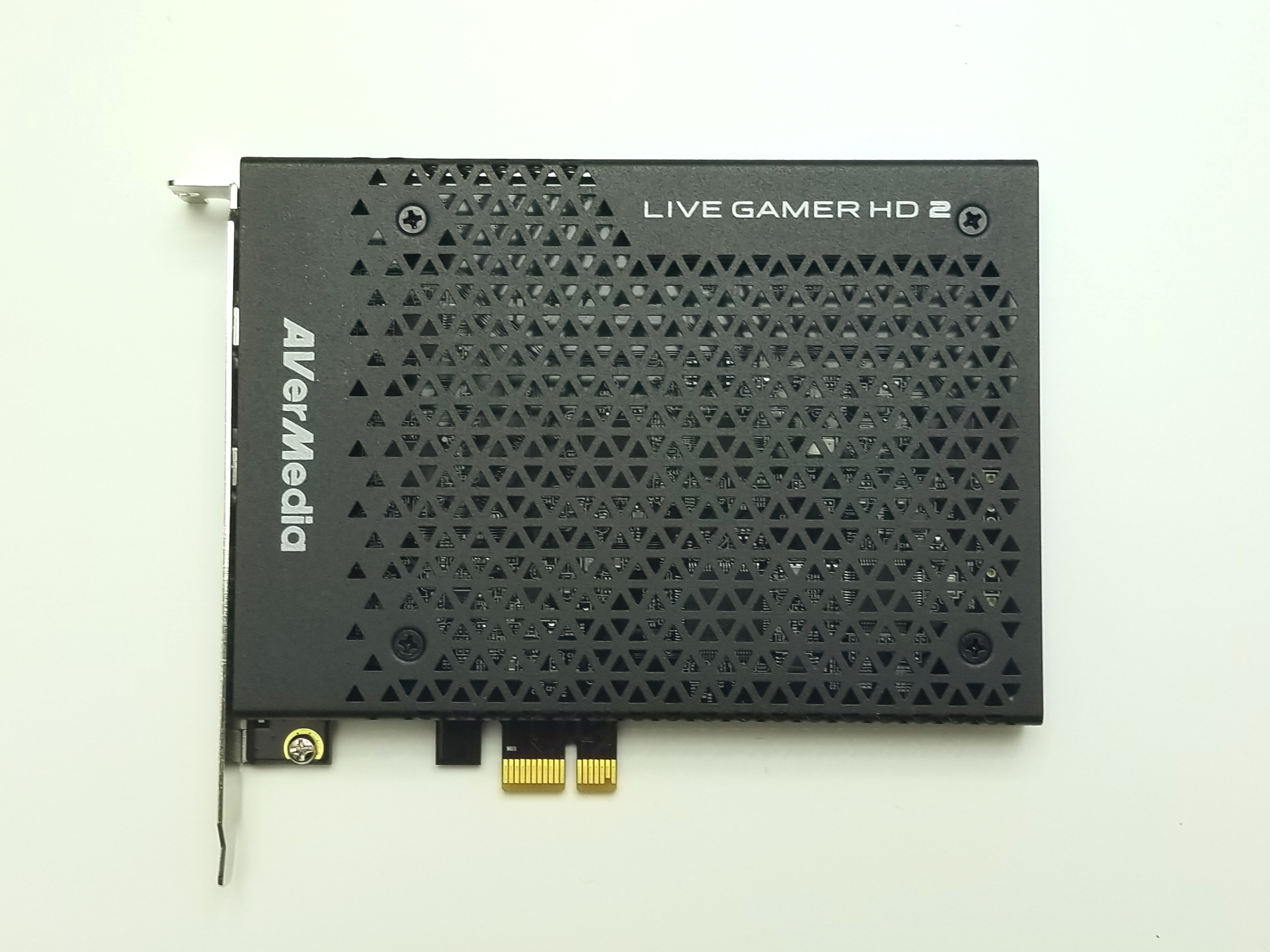
Внутренняя плата видеозахвата AverMedia Live Gamer HD 2
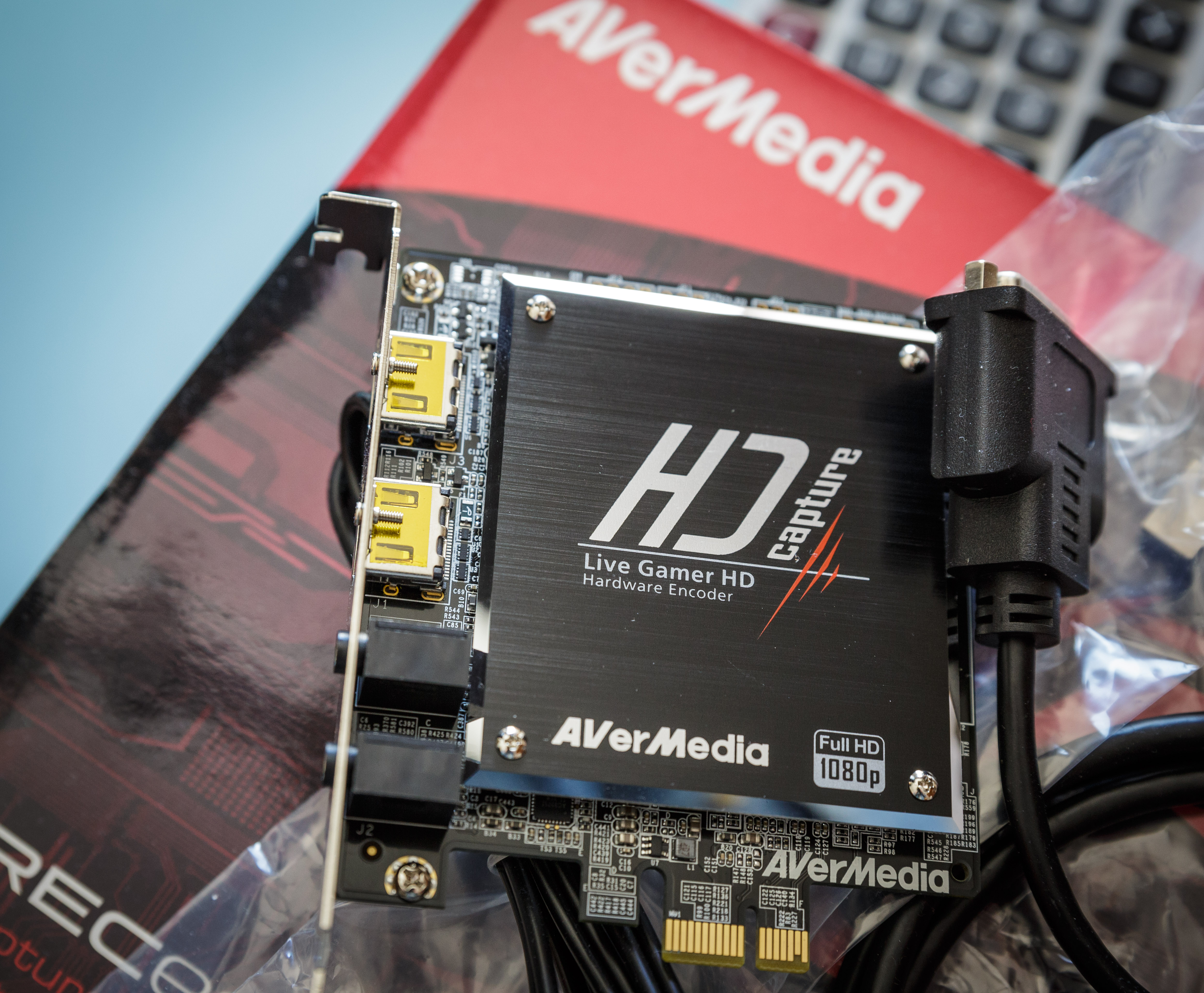
AverMedia Live Gamer HD